# Déforestation en Chine

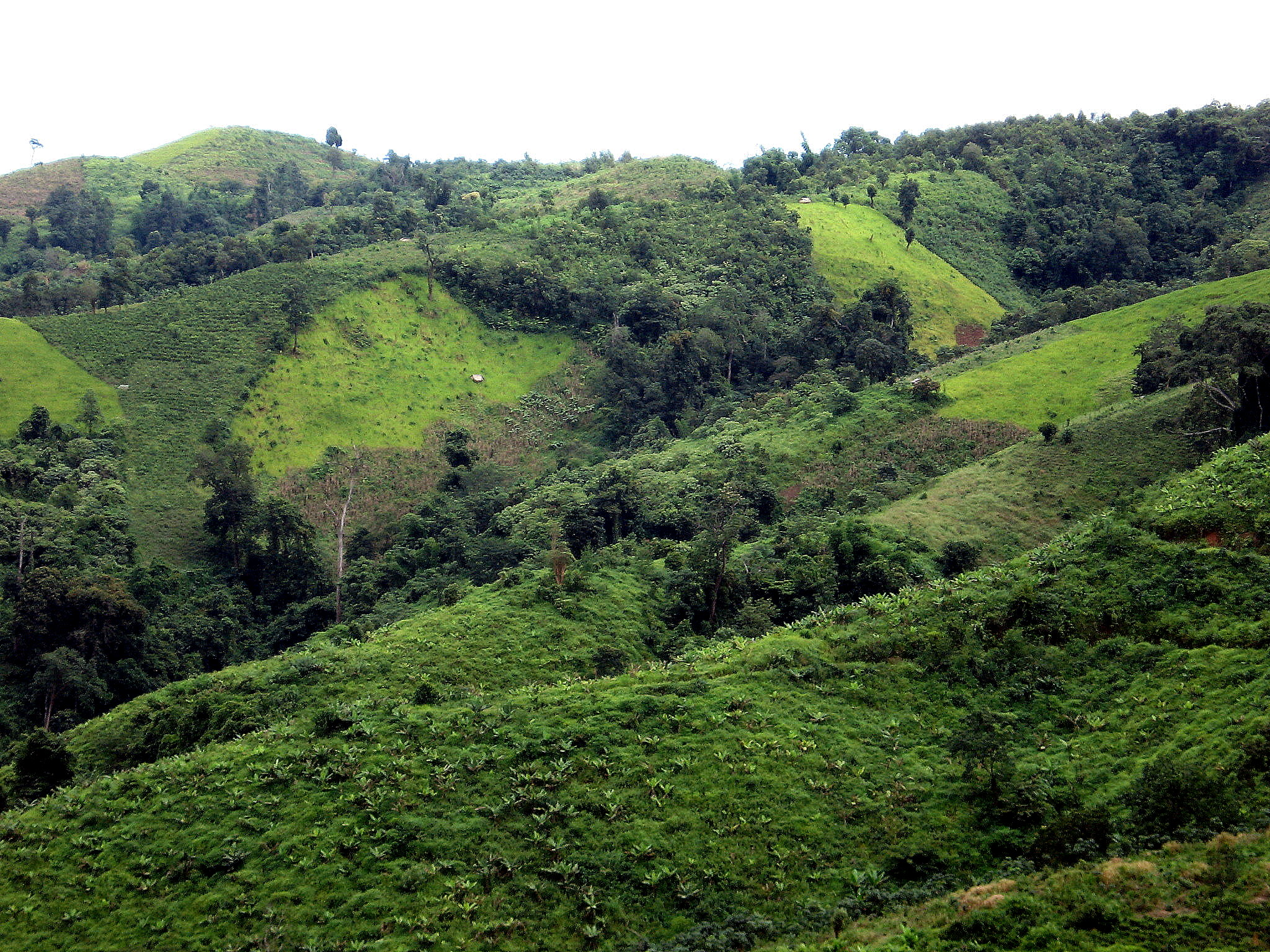
Déforestation dans la province du Yunnan

La déforestation en Chine est l'ensemble des processus qui conduisent à la disparition de la forêt dans ce pays. La situation est particulièrement préoccupante dans différentes régions de la République populaire de Chine.
Les forêts qui absorbaient d'importantes quantités d'eau de la mousson ont vu leur implantation se réduire ; la plupart des inondations catastrophiques sont attribuées à la déforestation mal contrôlée, induite par le développement économique, ce que finit par reconnaitre le gouvernement chinois.
Un programme national de protection de la forêt est mis en place en 1998, conduisant à augmenter la superficie des forêts de 12 % du territoire en 1990 à 20 % en 2010. Mais dans le même temps, la Chine amplifie la déforestation dans le reste du monde. 75 % de la production mondiale de bois part pour la Chine, une grande partie des forêts étant exploitée illégalement, notamment en Afrique.

## Historique
Le sud-ouest de la Chine avait une importante forêt bien adaptée au milieu de moyenne montagne tropicale. Les observations récentes indiquent que ces forêts n'occupent plus que 10 % des sols.
La déforestation a des causes multiples (surpopulation, agriculture, incendies, bois de chauffage...), et a commencé dès le XIIIe siècle et a pris de l'ampleur au XVIIIe siècle avec l'augmentation de la population et les progrès de l'agriculture. Mais la tendance s'est accélérée au XXe siècle à cause de l'industrialisation, des réformes agraires de Mao Zedong  et les réformes économiques de Deng Xiaoping dans les années 1970-1980. 
Trois grandes périodes des déforestation sont identifiées : de 1958 à 1961, lors du « Grand bond en avant », impulsé par Mao pour l’industrialisation rurale, des forêts entières sont détruites pour alimenter les fours artisanaux pour fondre l’acier. De 1966 à 1971, lors de la « Révolution culturelle », toujours sous Mao, des hectares de forêt sont transformées en culture de maïs et de blé. Enfin au début des années 1980, sous Deng Xiaoping, les fermiers se sont vu attribués plus de terres qu’ils ont déboisées massivement.
D'après de nombreux auteurs, la civilisation chinoise aurait un tempérament de « prédation vis-à-vis de la nature », « partout où les chinois se sont établis éclate cette haine de l'arbre ».
Le grand incendie de 1987 a détruit 1,3 million d'hectares.
La situation étant devenue difficilement tenable avec la progression des zones arides, le gouvernement a mis en place un programme de reboisement ayant comme objectif d'augmenter la surface forestière d'un million d'hectares par an afin d'éviter la désertification.
Dans la province subtropicale du Guizhou, les forêts représentent de l'ordre de 12 % de l'occupation des sols suivant les chiffres officiels, mais en fait ces chiffres intègrent des zones d'arbustes et de broussailles. Les crues importantes durant la mousson sont aggravées par le phénomène de déforestation.

## Évolution par région

### Le cas duTibet
La forêt est passée de 222 000 km2 en 1949 à  134 000 km2 en 1989, soit un peu plus de la moitié.

### Le cas duSichuan
| Année | Taux de couverture |
| ----- | ------------------ |
| 1937  | 34.0 %             |
| 1948  | 20.0 %             |
| 1962  | 11.5 %             |
| 1976  | 13.3 %             |
| 1980  | 12.0 %             |
| 1988  | 19.2 %             |

Évolution par région (en milliers d'hectares):
| Province            | 1976   | 1981   | 1988   |
| ------------------- | ------ | ------ | ------ |
| Beijing             | 200    | 144    | 215    |
| Tianjin             | 30     | 30     | 62     |
| Hebei               | 2010   | 1677   | 2011   |
| Shanxi              | 1090   | 810    | 993    |
| Mongolie-Intérieure | 10700  | 13740  | 13836  |
| Liaoning            | 3420   | 3653   | 3939   |
| Jilin               | 6510   | 6079   | 6231   |
| Heilongjiang        | 16660  | 15294  | 15615  |
| Shanghai            | 10     | 8      | 9      |
| Jiangsu             | 340    | 325    | 386    |
| Zhejiang            | 3960   | 3429   | 4037   |
| Anhui               | 1750   | 1792   | 2261   |
| Fujian              | 5900   | 4496   | 5003   |
| Jiangxi             | 6100   | 5462   | 5992   |
| Shandong            | 1320   | 905    | 1596   |
| Henan               | 1790   | 1420   | 1571   |
| Hubei               | 4360   | 3779   | 3854   |
| Hunan               | 6580   | 6872   | 6754   |
| Guangdong           | 7480   | 5879   | 4864   |
| Hainan              | -      | -      | 866    |
| Guangxi             | 5510   | 5227   | 5227   |
| Sichuan             | 7460   | 6811   | 10872  |
| Guizhou             | 2561   | 2309   | 2221   |
| Yunnan              | 9560   | 9197   | 9327   |
| Tibet               | 6320   | 6320   | 6320   |
| Shaanxi             | 4580   | 4471   | 4708   |
| Gansu               | 1870   | 1769   | 2029   |
| Qinghai             | 190    | 195    | 266    |
| Ningxia             | 60     | 95     | 118    |
| Xinjiang            | 1440   | 1121   | 1497   |
| Taïwan              | 2069   | 1970   | 1970   |
| Total               | 121860 | 115277 | 124653 |

## Politique de reforestation nationale et déforestation internationale
Confrontée à de graves problèmes d’érosion des sols, d’inondations et de désertification, la Chine met en œuvre depuis 1998 une véritable politique forestière à travers le « National Forest Protection Program ». La superficie des forêts est ainsi passée de 12 % du territoire en 1990 à 20 % en 2010, totalisant 195 millions d’hectares (2/3 de forêts naturelles, 1/3 de forêts plantées).
Mais dans le même temps, 75 % de la production mondiale de bois part pour la Chine, une grande partie des forêts étant exploitée illégalement.